# Modstrøm (energiselskab)
Modstrøm Danmark A/S er et dansk elselskab fra 2008. Selskabet profilerer sig overfor klimabevidste private og offentlige el-forbrugere med en forretningsidé, der støttes af Elsparefonden.
Modstrøms historie begyndte tilbage i 2000, hvor Modstrøms grundlæggere udviklede nye IT-løsninger til energiselskaber i virksomheden OMX. Senere oprettede de selskabet AKTANT, og i 2003, hvor elmarkedet blev liberaliseret, blev grundstenen til Modstrøm Danmark A/S lagt. I 2006 blev Danmarks første uafhængige og klimavenlige energiselskab en realitet, og i 2008 åbnede Modstrøm sit salg. Lige siden har Modstrøm udviklet energivenlige produkter ud fra den grundlæggende filosofi om, at den eneste rigtige kilowatt-time er den kilowatt-time, der aldrig bliver brugt.
Princippet er, at elselskabet køber CO2-kvoter svarende til den udledning, forbrugeren er årsag til. Modstrøm destruerer (annullerer) disse kvoter, hvilket resulterer i en reduktion af kvote-udbuddet og en stigning i markedsprisen per CO2-kvote. Hos kraftværker og andre kvoteomfattede virksomheder, der er pålagt at købe sig til retten til deres CO2-udledning, stiger incitamentet til at reducere deres udledningen af CO2 derfor.
Dette princip adskiller sig fra en anden gruppe tilbud på markedet, nemlig "naturstrøm" eller "grøn el", hvor elselskaber tilbyder deres kunder el fra vindmøller og andre CO2-neutrale energikilder. Elsparefonden har kritiseret denne ordning, da der er tale om strøm, der alligevel ville være blevet produceret og at forbrugerne derfor betaler en merpris for en tvivlsom miljøgevinst.
Modstrøm deltog i Klima- og Energiministeriets kampagne 1 ton mindre indtil kampagnens udløb i ved årsskiftet 2009/2010. Modstrøm destruerer desuden CO2-kvoter for Danmarks Naturfredningsforening, når privatpersoner køber kvoterne på foreningens hjemmeside. Midt i 2009 havde Modstrøm ca. 18.000 kunder.
Teknisk set har Modstrøm et system med et kamera, der periodisk tager billeder af elmåleren og disse billeder bliver brugt til at fakturere elprisen efter det tidspunkt, hvor strømmen bliver brugt – elprisen varierer over døgnet. Hvis kunden har et sådan kamera, tilbyder Modstrøm "gratis strøm" om natten mellem 00:00 og 06:00 – afgifterne til staten skal dog stadig betales.
Modstrøm Danmark A/S var i krise i 2011, men firmaet blev videreført af nye ejere, herunder Sune Olsen, og driften genoptaget under navnet Modstrøm Danmark A/S.
Siden 2011 har Modstrøms kundebase udviklet sig fra ca. 25.000 til mere end 60.000 kunder. I 2015 leverede Modstrøm mere end 425 millioner kWh, hvilket svarer til det samlede elforbrug for indbyggerne i Aalborg. 
Modstrøm har pr. 21. marts 2016 omkring 150 ansatte på afdelinger i København, Fredericia og Hamburg. 

## Ekstern henvisning
Firmaets hjemmeside